# Helgi Sigurðsson
Helgi Sigurðsson (* 17. September 1974 in Reykjavík, Island) ist ein ehemaliger isländischer Fußballspieler. Er spielte für die Isländische Fußballnationalmannschaft. Während seiner Karriere spielte er außerhalb Islands bei Vereinen in Deutschland, Norwegen, Griechenland und Dänemark.